# Henckelia rotundata
Henckelia rotundata là một loài thực vật có hoa trong họ Tai voi (Gesneriaceae). Loài này có ở miền bắc Thái Lan; được Barnett mô tả khoa học đầu tiên năm 1961 dưới danh pháp Chirita rotundata. Năm 2011, D.J.Middleton & Mich.Möller chuyển nó sang chi Heckelia.